# Reazione di Kolbe-Schmitt
La reazione di Kolbe-Schmitt, dal chimico tedesco Adolph Wilhelm Hermann Kolbe che l'ha studiata, detta anche più semplicemente reazione di Kolbe, è una reazione organica di carbossilazione in cui il fenato di sodio (sale di sodio del fenolo) è trattato dapprima con anidride carbonica, a una pressione di 100 atmosfere e a una temperatura di 125 °C, e in seguito con acido solforico.
Si ottiene un idrossi-acido aromatico come, ad esempio, l'acido salicilico (acido  o-idrossibenzoico) che è il precursore dell'aspirina. 
Durante la reazione si forma anche l'acido p-idrossibenzoico. I due isomeri possono venire separati con una distillazione a vapore, essendo l'isomero orto il più volatile.
La reazione è una sostituzione elettrofila aromatica, in cui la specie elettrofila è l'anidride carbonica (CO2). Pur essendo la CO2 un elettrofilo debole, la reazione procede per via dell'elevata densità elettronica dello ione fenato.